# Schistura paucifasciata
Schistura paucifasciata és una espècie de peix de la família dels balitòrids i de l'ordre dels cipriniformes que es troba a la conca del riu Irrawaddy a Myanmar.